# Марусаж, Гелена
Гелена Марусаж (пол. Helena Marusarzówna; 17 января 1918, Закопане — 12 сентября 1941, Погурска Воля близ Тарнува) — польская спортсменка, участница Движения Сопротивления.
Сестра Станислава Марусажа. 7-кратная чемпионка Польши в зимних видах спорта. Во время Второй мировой войны была участницей Сопротивления — курьером. Приговорена к смертной казни через расстрел.
Была похоронена на Кладбище на Пенксовым Бжиску.

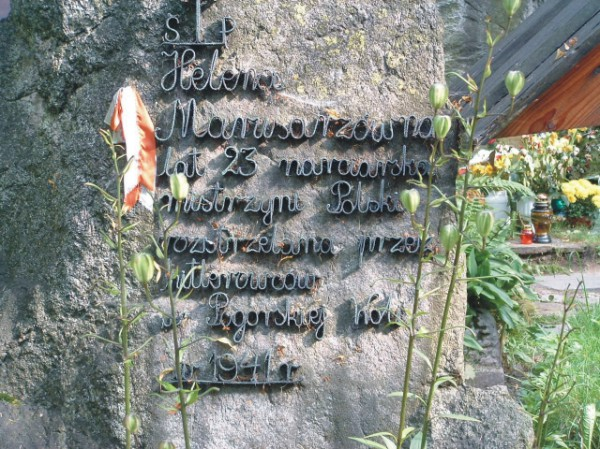
Могила Гелены Марусаж

## Награды
Посмертно награждена серебряным знаком ордена «Virtuti Militari».